# Championnats d'Europe de natation en petit bassin 2007
Navigation
Édition 2006 Édition 2008
Les 15es Championnats d'Europe de natation en petit bassin, organisés par la Ligue européenne de natation, se tiennent à Debrecen en Hongrie du 13 au 16 décembre 2007.
Le tout nouveau stade nautique municipal, inauguré en octobre 2006 par la nageuse hongroise Krisztina Egerszegi, 5 fois championne olympique, est le cadre des trente-huit épreuves de ces Championnats.
| Calendrier des épreuves Records battus : Records du monde - Records d'Europe Le tableau des médailles Nage libre : 50 m - 100 m - 200 m - 400 m - 800 m - 1 500 m Dos : 50 m - 100 m - 200 m Brasse : 50 m - 100 m - 200 m Papillon : 50 m - 100 m - 200 m Quatre nages : 100 m - 200 m - 400 m Relais : 4 × 50 m nage libre - 4 × 50 m 4 nages |

## Calendrier des épreuves
| S | Séries | M bs | Moins bonnes séries | M s | Meilleure série | 1/2 | Demi-finale | F | Finales |

| Jour              | 13 (matin) | 13 (A-M) | 14 (matin) | 14 (A-M) | 15 (matin) | 15 (A-M) | 16 (matin) | 16 (A-M) |
| ----------------- | ---------- | -------- | ---------- | -------- | ---------- | -------- | ---------- | -------- |
| Nage libre        |            |          |            |          |            |          |            |          |
| 50 m              | S          | F        |            |          |            |          |            |          |
| 100 m             |            |          | S          | 1/2      |            | F        |            |          |
| 200 m             |            |          |            |          |            |          | S          | F        |
| 400 m             | S          | F        |            |          |            |          |            |          |
| 1500 m            |            |          |            |          | M bs       | M s      |            |          |
| Dos               |            |          |            |          |            |          |            |          |
| 50 m              |            |          | S          | F        |            |          |            |          |
| 100 m             |            |          |            |          | S          | 1/2      |            | F        |
| 200 m             | S          | F        |            |          |            |          |            |          |
| Brasse            |            |          |            |          |            |          |            |          |
| 50 m              |            |          |            |          | S          | F        |            |          |
| 100 m             | S          | 1/2      |            | F        |            |          |            |          |
| 200 m             |            |          |            |          |            |          | S          | F        |
| Papillon          |            |          |            |          |            |          |            |          |
| 50 m              |            |          |            |          |            |          | S          | F        |
| 100 m             | S          | 1/2      |            | F        |            |          |            |          |
| 200 m             |            |          |            |          | S          | F        |            |          |
| 4 nages           |            |          |            |          |            |          |            |          |
| 100 m             |            |          |            |          | S          | 1/2      |            | F        |
| 200 m             | S          | F        |            |          |            |          |            |          |
| 400 m             |            |          | S          | F        |            |          |            |          |
| Relais nage libre |            |          |            |          |            |          |            |          |
| 4 × 50 m          |            |          |            |          |            |          | S          | F        |
| Relais 4 nages    |            |          |            |          |            |          |            |          |
| 4 × 50 m          | S          | F        |            |          |            |          |            |          |

| Jour              | 13 (matin) | 13 (A-M) | 14 (matin) | 14 (A-M) | 15 (matin) | 15 (A-M) | 16 (matin) | 16 (A-M) |
| ----------------- | ---------- | -------- | ---------- | -------- | ---------- | -------- | ---------- | -------- |
| Nage libre        |            |          |            |          |            |          |            |          |
| 50 m              |            |          |            |          |            |          | S          | F        |
| 100 m             | S          | 1/2      |            | F        |            |          |            |          |
| 200 m             |            |          |            |          |            |          | S          | F        |
| 400 m             |            |          |            |          | S          | F        |            |          |
| 800 m             |            |          | M bs       | M s      |            |          |            |          |
| Dos               |            |          |            |          |            |          |            |          |
| 50 m              |            |          |            |          | S          | F        |            |          |
| 100 m             | S          | 1/2      |            | F        |            |          |            |          |
| 200 m             |            |          |            |          |            |          | S          | F        |
| Brasse            |            |          |            |          |            |          |            |          |
| 50 m              | S          | F        |            |          |            |          |            |          |
| 100 m             |            |          |            |          | S          | 1/2      |            | F        |
| 200 m             |            |          | S          | F        |            |          |            |          |
| Papillon          |            |          |            |          |            |          |            |          |
| 50 m              |            |          | S          | F        |            |          |            |          |
| 100 m             |            |          |            |          | S          | 1/2      |            | F        |
| 200 m             | S          | F        |            |          |            |          |            |          |
| 4 nages           |            |          |            |          |            |          |            |          |
| 100 m             |            |          | S          | 1/2      |            | F        |            |          |
| 200 m             | S          | F        |            |          |            |          |            |          |
| 400 m             |            |          |            |          | S          | F        |            |          |
| Relais nage libre |            |          |            |          |            |          |            |          |
| 4 × 50 m          |            |          | S          | F        |            |          |            |          |
| Relais 4 nages    |            |          |            |          |            |          |            |          |
| 4 × 50 m          |            |          |            |          | S          | F        |            |          |

## Records battus

### Records du monde
- Lors de la 1re journée, soit le 13 décembre, deux records sont battus :
  - celui du 200 m papillon dames par Otylia Jędrzejczak, qui le porte à 2 min 03 s 53
  - celui du 200 m 4 nages messieurs par László Cseh, qui le porte à 1 min 52 s 99
- Lors de la 2e journée, soit le 14 décembre, deux records sont battus :
  - celui du 400 m 4 nages messieurs par László Cseh, qui le porte à 3 min 59 s 33
  - celui du relais 4 × 50 m nage libre dames par l'équipe des Pays-Bas, qui le porte à 1 min 34 s 82
- Lors de la 3e journée, soit le 15 décembre, deux records sont battus :
  - celui du 50 m dos par Sanja Jovanović qui le porte à 26 s 50
  - celui du relais 4 × 50 m 4 nages dames par l'équipe d'Allemagne, qui le porte à 1 min 46 s 67
- Lors de la 4e et dernière journée, soit le 16 décembre, un record est battu :
  - celui du relais 4 × 50 m nage libre messieurs par l'équipe de Suède, qui le porte à 1 min 24 s 19

### Records d'Europe
- Lors de la 1re journée, soit le 13 décembre, un record est battu :
  - celui du 200 m dos messieurs par Markus Rogan, qui le porte à 1 min 49 s 86
- Lors de la 2e journée, soit le 14 décembre, deux records sont battus :
  - celui du 100 m dos dames par Laure Manaudou qui le porte à 57 s 34
- celui du 200 m brasse dames par Yuliya Efimova qui le porte à 2 min 19 s 08
- Lors de la 4e et dernière journée, soit le 16 décembre, deux records sont battus :
  - celui du 100 m brasse dames par Yuliya Efimova qui le porte à 1 min 04 s 95
  - celui du 200 m brasse messieurs par Dániel Gyurta qui le porte à 2 min 05 s 49

## Tableau des médailles
| Rang | Nation    | Or | Argent | Bronze | Total |
| ---- | --------- | -- | ------ | ------ | ----- |
| 1    | Allemagne | 5  | 7      | 7      | 19    |
| 2    | Russie    | 5  | 4      | 3      | 12    |
| 3    | France    | 4  | 4      | 5      | 13    |
| 4    | Hongrie   | 4  | 2      | 3      | 9     |
| 5    | Suède     | 4  | 2      | 2      | 8     |
| 6    | Pologne   | 3  | 3      | 2      | 8     |
| 7    | Pays-Bas  | 3  | 2      | 3      | 8     |
| 8    | Italie    | 2  | 3      | 4      | 9     |
| 9    | Ukraine   | 2  | 0      | 1      | 3     |
| 9    | Slovénie  | 2  | 0      | 1      | 3     |
| 11   | Serbie    | 2  | 0      | 0      | 2     |
| 12   | Autriche  | 1  | 3      | 1      | 5     |
| 13   | Croatie   | 1  | 3      | 0      | 4     |
| 14   | Danemark  | 1  | 0      | 0      | 1     |
| 14   | Finlande  | 1  | 0      | 0      | 1     |
| 16   | Espagne   | 0  | 2      | 2      | 4     |
| 17   | Norvège   | 0  | 1      | 0      | 1     |
| 18   | Grèce     | 0  | 0      | 2      | 2     |
| 18   | Bulgarie  | 0  | 0      | 2      | 2     |
|      | TOTAL     | 40 | 36     | 38     | 114   |

- Deux médailles d'or et une de bronze ont été décernées pour le 50 m brasse dames
- Deux médailles d'or et une de bronze ont été décernées pour le 100 m brasse messieurs.

## Podiums

### 50 m nage libre
| Rang               | Athlète         | Pays    | Temps      |
| ------------------ | --------------- | ------- | ---------- |
| Médaille d'or      | Stefan Nystrand | Suède   | 21 s 11 RC |
| Médaille d'argent  | Duje Draganja   | Croatie | 21 s 23    |
| Médaille de bronze | Alain Bernard   | France  | 21 s 57    |

| Rang               | Athlète             | Pays      | Temps   |
| ------------------ | ------------------- | --------- | ------- |
| Médaille d'or      | Marleen Veldhuis    | Pays-Bas  | 23 s 77 |
| Médaille d'argent  | Britta Steffen      | Allemagne | 23 s 80 |
| Médaille de bronze | Hinkelien Schreuder | Pays-Bas  | 24 s 29 |

### 100 m nage libre
| Rang               | Athlète         | Pays   | Temps      |
| ------------------ | --------------- | ------ | ---------- |
| Médaille d'or      | Alain Bernard   | France | 46 s 39 RC |
| Médaille d'argent  | Stefan Nystrand | Suède  | 46 s 73    |
| Médaille de bronze | Filippo Magnini | Italie | 46 s 90    |

| Rang               | Athlète          | Pays      | Temps      |
| ------------------ | ---------------- | --------- | ---------- |
| Médaille d'or      | Britta Steffen   | Allemagne | 52 s 20 RC |
| Médaille d'argent  | Marleen Veldhuis | Pays-Bas  | 52 s 30    |
| Médaille de bronze | Josefin Lillhage | Suède     | 52 s 84    |

### 200 m nage libre
| Rang               | Athlète            | Pays      | Temps         |
| ------------------ | ------------------ | --------- | ------------- |
| Médaille d'or      | Filippo Magnini    | Italie    | 1 min 43 s 50 |
| Médaille d'argent  | Paul Biedermann    | Allemagne | 1 min 43 s 60 |
| Médaille de bronze | Pawel Korzeniowski | Pologne   | 1 min 44 s 05 |

| Rang               | Athlète          | Pays   | Temps            |
| ------------------ | ---------------- | ------ | ---------------- |
| Médaille d'or      | Josefin Lillhage | Suède  | 1 min 53 s 55 RC |
| Médaille d'argent  | Laure Manaudou   | France | 1 min 54 s 15    |
| Médaille de bronze | Coralie Balmy    | France | 1 min 54 s 43    |

### 400 m nage libre
| Rang               | Athlète            | Pays      | Temps         |
| ------------------ | ------------------ | --------- | ------------- |
| Médaille d'or      | Paweł Korzeniowski | Pologne   | 3 min 38 s 72 |
| Médaille d'argent  | Paul Biedermann    | Allemagne | 3 min 38 s 76 |
| Médaille de bronze | Kis Gergő          | Hongrie   | 3 min 39 s 52 |

| Rang               | Athlète             | Pays    | Temps         |
| ------------------ | ------------------- | ------- | ------------- |
| Médaille d'or      | Laure Manaudou      | France  | 3 min 57 s 43 |
| Médaille d'argent  | Federica Pellegrini | Italie  | 4 min 00 s 78 |
| Médaille de bronze | Agnes Mutina        | Hongrie | 4 min 02 s 35 |

### 800 m nage libre
| Rang               | Athlète                 | Pays     | Temps         |
| ------------------ | ----------------------- | -------- | ------------- |
| Médaille d'or      | Lotte Friis             | Danemark | 8 min 12 s 27 |
| Médaille d'argent  | Erika Villaécija García | Espagne  | 8 min 12 s 40 |
| Médaille de bronze | Alessia Filippi         | Italie   | 8 min 12 s 84 |

### 1500 m nage libre
| Rang               | Athlète              | Pays    | Temps          |
| ------------------ | -------------------- | ------- | -------------- |
| Médaille d'or      | Mateusz Sawrymowicz  | Pologne | 14 min 24 s 54 |
| Médaille d'argent  | Kis Gergő            | Hongrie | 14 min 29 s 58 |
| Médaille de bronze | Federico Colbertaldo | Italie  | 14 min 31 s 31 |

### 50 m dos
| Rang               | Athlète                 | Pays      | Temps   |
| ------------------ | ----------------------- | --------- | ------- |
| Médaille d'or      | Thomas Rupprath         | Allemagne | 23 s 43 |
| Médaille d'argent  | Helge Meeuw             | Allemagne | 23 s 59 |
| Médaille de bronze | Aschwin Wildeboer Faber | Espagne   | 23 s 75 |

| Rang               | Athlète            | Pays      | Temps      |
| ------------------ | ------------------ | --------- | ---------- |
| Médaille d'or      | Sanja Jovanović    | Croatie   | 26 s 50 RM |
| Médaille d'argent  | Janine Pietsch     | Allemagne | 27 s 11    |
| Médaille de bronze | Fabienne Nadarajah | Autriche  | 27 s 50    |

### 100 m dos
| Rang               | Athlète          | Pays      | Temps      |
| ------------------ | ---------------- | --------- | ---------- |
| Médaille d'or      | Stanislav Donets | Russie    | 50 s 61 RC |
| Médaille d'argent  | Markus Rogan     | Autriche  | 51 s 12    |
| Médaille de bronze | Helge Meeuw      | Allemagne | 51 s 56    |

| Rang               | Athlète         | Pays      | Temps      |
| ------------------ | --------------- | --------- | ---------- |
| Médaille d'or      | Laure Manaudou  | France    | 57 s 34 RE |
| Médaille d'argent  | Sanja Jovanović | Croatie   | 57 s 94    |
| Médaille de bronze | Janine Pietsch  | Allemagne | 58 s 15    |

### 200 m dos
| Rang               | Athlète                 | Pays     | Temps            |
| ------------------ | ----------------------- | -------- | ---------------- |
| Médaille d'or      | Markus Rogan            | Autriche | 1 min 49 s 86 RE |
| Médaille d'argent  | Stanislav Donets        | Russie   | 1 min 51 s 94    |
| Médaille de bronze | Aschwin Wildeboer-Faber | Espagne  | 1 min 52 s 12    |

| Rang               | Athlète            | Pays     | Temps         |
| ------------------ | ------------------ | -------- | ------------- |
| Médaille d'or      | Anja Carman        | Slovénie | 2 min 05 s 20 |
| Médaille d'argent  | Esther Baron       | France   | 2 min 05 s 57 |
| Médaille de bronze | Iryna Amshennikova | Ukraine  | 2 min 05 s 98 |

### 50 m brasse
| Rang               | Athlète            | Pays    | Temps   |
| ------------------ | ------------------ | ------- | ------- |
| Médaille d'or      | Oleg Lisogor       | Ukraine | 26 s 75 |
| Médaille d'argent  | Aleksander Hetland | Norvège | 26 s 95 |
| Médaille de bronze | Alessandro Terrin  | Italie  | 27 s 09 |

| Rang               | Athlète        | Pays      | Temps      |
| ------------------ | -------------- | --------- | ---------- |
| Médaille d'or      | Yuliya Efimova | Russie    | 30 s 33 RC |
| Médaille d'or      | Janne Schaefer | Allemagne | 30 s 33 RC |
| Médaille de bronze | Sarah Poewe    | Allemagne | 30 s 80    |

### 100 m brasse
| Rang               | Athlète           | Pays     | Temps   |
| ------------------ | ----------------- | -------- | ------- |
| Médaille d'or      | Grigory Falko     | Russie   | 58 s 57 |
| Médaille d'or      | Igor Borysik      | Ukraine  | 58 s 57 |
| Médaille de bronze | Mihail Alexandrov | Bulgarie | 58 s 75 |

| Rang               | Athlète          | Pays     | Temps            |
| ------------------ | ---------------- | -------- | ---------------- |
| Médaille d'or      | Yuliya Efimova   | Russie   | 1 min 04 s 95 RE |
| Médaille d'argent  | Mirna Jukić      | Autriche | 1 min 06 s 57    |
| Médaille de bronze | Elena Bogomazova | Russie   | 1 min 06 s 72    |

### 200 m brasse
| Rang               | Athlète           | Pays     | Temps            |
| ------------------ | ----------------- | -------- | ---------------- |
| Médaille d'or      | Dániel Gyurta     | Hongrie  | 2 min 05 s 49 RE |
| Médaille d'argent  | Paolo Bossini     | Italie   | 2 min 05 s 82    |
| Médaille de bronze | Mihail Alexandrov | Bulgarie | 2 min 06 s 91    |

| Rang               | Athlète        | Pays      | Temps            |
| ------------------ | -------------- | --------- | ---------------- |
| Médaille d'or      | Yuliya Efimova | Russie    | 2 min 19 s 08 RE |
| Médaille d'argent  | Mirna Jukić    | Autriche  | 2 min 20 s 92    |
| Médaille de bronze | Anne Poleska   | Allemagne | 2 min 22 s 66    |

### 50 m papillon
| Rang               | Athlète            | Pays      | Temps      |
| ------------------ | ------------------ | --------- | ---------- |
| Médaille d'or      | Milorad Čavić      | Serbie    | 22 s 89 RC |
| Médaille d'argent  | Evgeny Korotyshkin | Russie    | 22 s 90    |
| Médaille de bronze | Johannes Dietrich  | Allemagne | 22 s 94    |

| Rang               | Athlète               | Pays     | Temps   |
| ------------------ | --------------------- | -------- | ------- |
| Médaille d'or      | Anna-Karin Kammerling | Suède    | 25 s 70 |
| Médaille d'argent  | Inge Dekker           | Pays-Bas | 25 s 74 |
| Médaille de bronze | Hinkelien Schreuder   | Pays-Bas | 25 s 90 |

### 100 m papillon
| Rang               | Athlète            | Pays     | Temps   |
| ------------------ | ------------------ | -------- | ------- |
| Médaille d'or      | Milorad Čavić      | Serbie   | 50 s 53 |
| Médaille d'argent  | Evgeny Korotyshkin | Russie   | 50 s 59 |
| Médaille de bronze | Peter Mankoč       | Slovénie | 50 s 62 |

| Rang               | Athlète            | Pays     | Temps      |
| ------------------ | ------------------ | -------- | ---------- |
| Médaille d'or      | Inge Dekker        | Pays-Bas | 56 s 82 RC |
| Médaille d'argent  | Alena Popchanka    | France   | 57 s 55    |
| Médaille de bronze | Otylia Jędrzejczak | Pologne  | 58 s 40    |

### 200 m papillon
| Rang               | Athlète            | Pays    | Temps         |
| ------------------ | ------------------ | ------- | ------------- |
| Médaille d'or      | László Cseh        | Hongrie | 1 min 51 s 55 |
| Médaille d'argent  | Paweł Korzeniowski | Pologne | 1 min 51 s 61 |
| Médaille de bronze | Ioánnis Drymonákos | Grèce   | 1 min 54 s 28 |

| Rang               | Athlète            | Pays      | Temps            |
| ------------------ | ------------------ | --------- | ---------------- |
| Médaille d'or      | Otylia Jędrzejczak | Pologne   | 2 min 03 s 53 RM |
| Médaille d'argent  | Emese Kovacs       | Hongrie   | 2 min 05 s 41    |
| Médaille de bronze | Annika Mehlhorn    | Allemagne | 2 min 06 s 53    |

### 100 m quatre nages
| Rang               | Athlète         | Pays      | Temps   |
| ------------------ | --------------- | --------- | ------- |
| Médaille d'or      | Peter Mankoč    | Slovénie  | 52 s 88 |
| Médaille d'argent  | Thomas Rupprath | Allemagne | 53 s 46 |
| Médaille de bronze | Sergey Fesikov  | Russie    | 54 s 12 |

| Rang               | Athlète              | Pays     | Temps         |
| ------------------ | -------------------- | -------- | ------------- |
| Médaille d'or      | Hanna-Maria Seppälä  | Finlande | 1 min 00 s 23 |
| Médaille d'argent  | Aleksandra Urbanczyk | Pologne  | 1 min 00 s 53 |
| Médaille de bronze | Sophie de Ronchi     | France   | 1 min 00 s 66 |

### 200 m quatre nages
| Rang               | Athlète            | Pays    | Temps            |
| ------------------ | ------------------ | ------- | ---------------- |
| Médaille d'or      | László Cseh        | Hongrie | 1 min 52 s 99 RM |
| Médaille d'argent  | Sasa Impric        | Croatie | 1 min 57 s 48    |
| Médaille de bronze | Alexander Tikhonov | Russie  | 1 min 57 s 59    |

| Rang               | Athlète              | Pays    | Temps         |
| ------------------ | -------------------- | ------- | ------------- |
| Médaille d'or      | Camille Muffat       | France  | 2 min 09 s 05 |
| Médaille d'argent  | Katarzyna Baranowska | Pologne | 2 min 09 s 25 |
| Médaille de bronze | Evelyn Verraszto     | Hongrie | 2 min 09 s 83 |

### 400 m quatre nages
| Rang               | Athlète            | Pays    | Temps            |
| ------------------ | ------------------ | ------- | ---------------- |
| Médaille d'or      | László Cseh        | Hongrie | 3 min 59 s 33 RM |
| Médaille d'argent  | Luca Marin         | Italie  | 4 min 04 s 10    |
| Médaille de bronze | Ioánnis Drymonákos | Grèce   | 4 min 05 s 08    |

| Rang               | Athlète                | Pays    | Temps         |
| ------------------ | ---------------------- | ------- | ------------- |
| Médaille d'or      | Alessia Filippi        | Italie  | 4 min 30 s 46 |
| Médaille d'argent  | Mireia Belmonte García | Espagne | 4 min 31 s 06 |
| Médaille de bronze | Camille Muffat         | France  | 4 min 31 s 38 |

### 4 × 50 m nage libre
| Rang               | Athlète                                                         | Pays      | Temps            |
| ------------------ | --------------------------------------------------------------- | --------- | ---------------- |
| Médaille d'or      | Petter Stymne Marcus Piehl Per Nylin Stefan Nystrand            | Suède     | 1 min 24 s 19 RM |
| Médaille d'argent  | Antoine Galavtine Alain Bernard David Maitre Amaury Leveaux     | France    | 1 min 24 s 98    |
| Médaille de bronze | Steffen Deibler Stefan Herbst Johannes Dietrich Thomas Rupprath | Allemagne | 1 min 26 s 46    |

| Rang               | Athlète                                                                 | Pays      | Temps            |
| ------------------ | ----------------------------------------------------------------------- | --------- | ---------------- |
| Médaille d'or      | Inge Dekker Hinkelien Schreuder Ranomi Kromowidjojo Marleen Veldhuis    | Pays-Bas  | 1 min 34 s 82 RM |
| Médaille d'argent  | Britta Steffen Dorothea Brandt Petra Dallmann Meike Freitag             | Allemagne | 1 min 36 s 74    |
| Médaille de bronze | Claire Hedenskog Anna-Karin Kammerling Josefin Lillhage Magdalena Kuras | Suède     | 1 min 36 s 81    |

### 4 × 50 m quatre nages
| Rang               | Athlètes                                                             | Pays      | Temps         |
| ------------------ | -------------------------------------------------------------------- | --------- | ------------- |
| Médaille d'or      | Thomas Rupprath Markus Deibler Johannes Dietrich Steffen Deibler     | Allemagne | 1 min 34 s 39 |
| Médaille d'argent  | Stanislav Donets Dmitry Komornikov Evgeny Korotyshkin Sergey Fesikov | Russie    | 1 min 34 s 99 |
| Médaille de bronze | Nick Driebergen Robin van Aggele Bastiaan Tamminga Mitja Zastrow     | Pays-Bas  | 1 min 35 s 35 |

| Rang               | Athlètes                                                               | Pays      | Temps            |
| ------------------ | ---------------------------------------------------------------------- | --------- | ---------------- |
| Médaille d'or      | Janine Pietsch Janne Schäfer Annika Mehlhorn Britta Steffen            | Allemagne | 1 min 46 s 67 RM |
| Médaille d'argent  | Magdalena Kuras Hanna Westrin Anna-Karin Kammerling Josefin Lillhage   | Suède     | 1 min 48 s 07    |
| Médaille de bronze | Laure Manaudou Anne-Sophie Le Paranthoën Alena Popchanka Malia Metella | France    | 1 min 48 s 39    |